# Championnats d'Afrique de taekwondo 2001
Navigation
Édition précédente Édition suivante
Les Championnats d'Afrique de taekwondo 2001 se déroulent à Dakar (Sénégal) du 7 septembre 2001 au 9 septembre 2001 au Stadium Marius-Ndiaye.

## Médaillés

### Hommes
| Épreuves | Or                              | Argent                  | Bronze                                         |
| -------- | ------------------------------- | ----------------------- | ---------------------------------------------- |
| - 54 kg  | Mamadou Ndongo (SEN)            | Frans Mashamaite (RSA)  | Claude Boulouchi (GAB) Ahmed Hosni (TUN)       |
| - 58 kg  | Magatte Gueye (SEN)             | Alain Mbomgo (GAB)      | Aly Diaby (MLI) Mohamed Amin Amri (TUN)        |
| - 62 kg  | Balla Dieye (SEN)               | Ibrahim Niang (MLI)     | Johan Smit (RSA) Soumana Hama (NGA)            |
| - 67 kg  | Mohamed Onarami (TUN)           | Didani Sinpara (MLI)    | Badoulaye Ndoye (SEN) Alain Mavouvou (GAB)     |
| - 72 kg  | Menic Efa (GAB)                 | Saliou Awa Niang (SEN)  | Djire Lacine (MLI) Achen Hambon (TUN)          |
| - 78 kg  | Sébastien N'Guessan Konan (CIV) | Souleymane Fofana (MLI) | Lionel Baguissi (GAB) Tiemo Birahim Kote (SEN) |
| - 84 kg  | Souheil Hammami (MAR)           | Christian Assogo (GAB)  | Abdou Kaddan (SEN) ? (MRI)                     |
| + 84 kg  | Donald Ravenscroft (RSA)        | Issa Alzouma (NGA)      | Simon Pierre Ebele (GAB) Romeo Gnakoya (CIV)   |

### Femmes
| Épreuves | Or                           | Argent                  | Bronze                                   |
| -------- | ---------------------------- | ----------------------- | ---------------------------------------- |
| - 47 kg  | Lobna Ayari (TUN)            | Adama Hawa Diallo (SEN) | Cynthia Olago (GAB)                      |
| - 51 kg  | Bérénice Aworet (GAB)        | Lucie N'Guessan (CIV)   | Mohia Mezrigui (TUN) Faniang Dieye (SEN) |
| - 55 kg  | Dieynaba Diallo (SEN)        | Mandy Laskey (RSA)      | —                                        |
| - 59 kg  | Neila Chaouchi (TUN)         | Mia Emmet (RSA)         | Adja Fatou Sow (SEN)                     |
| - 63 kg  | Anella Steyn (RSA)           | Dora Mwakio (KEN)       | Mariam Bah (SEN) Hansa Adamou (NIG)      |
| - 67 kg  | Fatou Seck (SEN)             | —                       | —                                        |
| - 72 kg  | Bineta Véronique Sadio (SEN) | —                       | —                                        |
| + 72 kg  | Seynabou Demba (SEN)         | —                       | —                                        |

## Tableau des médailles
- Pays organisateur ( Sénégal)

| Rang  | Nation         | Or | Argent | Bronze | Total |
| ----- | -------------- | -- | ------ | ------ | ----- |
| 1     | Sénégal        | 7  | 2      | 5      | 14    |
| 2     | Tunisie        | 4  | 0      | 4      | 8     |
| 3     | Afrique du Sud | 2  | 3      | 1      | 6     |
| 4     | Gabon          | 2  | 2      | 5      | 9     |
| 5     | Côte d'Ivoire  | 1  | 1      | 2      | 4     |
| 6     | Mali           | 0  | 3      | 2      | 5     |
| 7     | Niger          | 0  | 1      | 2      | 3     |
| 8     | Kenya          | 0  | 1      | 0      | 1     |
| Total | Total          | 16 | 13     | 21     | 50    |